# Julie Kepp Jensen
Julie Kepp Jensen (født 3. januar 2000) er en dansk konkurrencesvømmer, der har deltaget ved to olympiske lege.
Ved European Games i Baku juni 2015 vandt hun to bronzemedaljer.
Hun kom med til OL 2016 i Rio de Janeiro, hvor hun var den yngste danske deltager nogensinde.
Ved OL 2016 svømmede Julie Kepp Jensen andenturen i 4x100 m fri, hvor danskerne endte på sjettepladsen i deres heat og på en samlet tolvteplads, hvilket betød, at de ikke kom i finalen.
I 2018 blev hun udnævnt som årets talent i dansk svømning. Samme år vandt hun sammen med det danske hold i 4x100 m fri bronze ved EM.
Ved et stævne i Stockholm klarede hun 10. april 2021 kravet til det udskudte OL 2020 i 50 m fri med tiden 24,68 sekunder.
Kort inden OL brækkede hun sit håndled, men stillede alligevel op til et stævne i Roskilde.
Ved OL 2020 i Tokyo stillede hun op i 4x100 m fri og 50 m fri. I 4x100 m fri kvalificerede Danmark sig til finalen ved at blive nummer tre i sit indledende heat i tiden 3.35,56 minutter. I finalen svømmede danskerne en anelse langsommere i tiden 3.35,70 og endte som nummer otte.